# Йоганн-Отто Кріг
Йоганн-Отто Кріг (нім. Johann-Otto Krieg; 14 березня 1919, Альтломніц — 2 січня 1999, Бонн) — німецький офіцер-підводник, оберлейтенант-цур-зее крігсмаріне, фрегаттен-капітан бундесмаріне. Кавалер Лицарського хреста Залізного хреста.

## Біографія
9 жовтня 1937 року вступив в крігсмаріне. З 13 вересня 1942 року — командир підводного човна U-142, з 25 грудня 1942 року — U-81, на якому здійснив 8 походів (всього 148 днів у морі), потопив 14 кораблів загальною водотоннажністю 23 309 тонн і пошкодив 1 корабель водотоннажністю 6671 тонна.
| Дата              | Назва корабля                        | Тип                  | Тоннаж | Вантаж                                                               | Екіпаж | Загинули | Країна             | Конвой |
| ----------------- | ------------------------------------ | -------------------- | ------ | -------------------------------------------------------------------- | ------ | -------- | ------------------ | ------ |
| 10 лютого 1943    | Saroena (пошкоджений)                | Паровий танкер       | 6,671  | 7681 тонна сирої нафти                                               | 59     | 2        | Нідерланди         |        |
| 11 лютого 1943    | Al Kasbanah                          | Вітрильник           | 110    |                                                                      | ?      | 0        | Єгипет             |        |
| 11 лютого 1943    | Dolphin                              | Вітрильник           | 135    | Бензин                                                               | 7      | 0        | Палестина          |        |
| 11 лютого 1943    | Husni                                | Вітрильник           | 107    | Спиртні напої                                                        | ?      | 0        | Ліван              |        |
| 11 лютого 1943    | Sabah el Kheir                       | Вітрильник           | 36     | Масла і жири                                                         | ?      | 0        | Єгипет             |        |
| 20 березня 1943   | Bourghieh                            | Вітрильник           | 244    |                                                                      | 8      | 0        | Єгипет             |        |
| 20 березня 1943   | Mawahab Allah                        | Вітрильник           | 77     | Картопля і риба                                                      | ?      | 0        | Сирія              |        |
| 28 березня 1943   | Rousdi                               | Торговий пароплав    | 133    | 72 тонни мармеладу, 10 тонн карбіду та 9 тонн насіння кмину          | 10     | 9        | Єгипет             |        |
| 17 червня 1943    | Yoma                                 | Військовий транспорт | 8,131  |                                                                      | 1961   | 484      | Британська імперія | GTX-2  |
| 25 червня 1943    | Nisr                                 | Вітрильник           | 80     | Продукти харчування                                                  | 2      | 0        | Єгипет             |        |
| 26 червня 1943    | Toufic Allah                         | Вітрильник           | 75     | 160 тонн горіхів, 11 тонн спиртних напоїв, картоплі і порожніх бочок | ?      | 0        | Сирія              |        |
| 26 червня 1943    | Nelly                                | Вітрильник           | 80     | Продукти харчування, включаючи картоплю                              | ?      | 0        | Сирія              |        |
| 27 червня 1943    | Michalios                            | Торговий пароплав    | 3,742  | Баласт                                                               | 29     | 1        | Королівство Греція |        |
| 22 липня 1943     | Empire Moon (безповоротно втрачений) | Торговий пароплав    | 7,472  | Вугілля                                                              | 48     | 0        | Британська імперія |        |
| 18 листопада 1943 | Empire Dunstan                       | Торговий пароплав    | 2,887  | 1550 тонн військових товарів, у тому числі 700 тонн фугасів          | 42     | 2        | Британська імперія | AH-9   |

9 січня 1944 року здав командування човном і в березні липні очолював 361-у спеціальну флотилію надмалих підводних човнів, після чого до кінця війни служив у K-Verbände як штабний і навчальний офіцер. В травні 1945 року взятий в полон союзниками. 17 липня 1945 року звільнений. 1 квітня 1956 року вступив в бундесмаріне. 31 березня 1975 року вийшов у відставку.

## Звання
- Кандидат в офіцери (9 жовтня 1937)
- Морський кадет (28 червня 1938)
- Фенріх-цур-зее (1 квітня 1939)
- Оберфенріх-цур-зее (1 березня 1940)
- Лейтенант-цур-зее (1 травня 1940)
- Оберлейтенант-цур-зее (1 квітня 1942)
- Капітан-лейтенант (22 вересня 1956)
- Корветтен-капітан (31 жовтня 1956)
- Фрегаттен-капітан (2 листопада 1960)

## Нагороди
- Нагрудний знак підводника (23 вересня 1941)
- Залізний хрест
  - 2-го класу (23 вересня 1941)
  - 1-го класу (13 березня 1942)
- Хрест «За військову доблесть» (Італія) (30 березня 1942)
- Німецький хрест в золоті (19 листопада 1943)
- Лицарський хрест Залізного хреста (8 липня 1944)
- Випробувальний знак малих бойових з'єднань (грудень 1944)
- Нагрудний знак «За поранення» в чорному (17 квітня 1945) — за важке поранення, отримане під час авіанальоту.